# Dengue
Pour l’article ayant un titre homophone, voir dingue.
Pour le groupe rock qui porte le nom de cette maladie, voir Dengue Fever.
 Mise en garde médicale
La dengue (prononcé /dɛ̃g/, « dingue ») est la plus fréquente et la plus répandue des arboviroses ou infections virales transmises par des arthropodes. Elle est due aux virus de la dengue, de la famille des Flaviviridae, transmis à l'être humain par l'intermédiaire d'un moustique diurne, principalement Aedes aegypti (régions tropicales et subtropicales), puis Aedes albopictus (régions tempérées).
La maladie se présente le plus souvent de façon bénigne, avec pas ou peu de symptômes, ou comme un syndrome grippal soudain accompagné de douleurs articulaires. Cependant, depuis le milieu du XXe siècle, des formes sévères sont apparues avec hémorragies ou avec syndrome de choc pouvant entraîner la mort.
Endémique dans les pays tropicaux et subtropicaux, la dengue tend à se diffuser mondialement vers des régions tempérées. Selon l'OMS, en 2018, 3,9 milliards de personnes dans 138 pays sont exposées au risque d'infection de dengue. Chaque année il y aurait environ 390 millions d'infections dans le monde, dont 96 millions de malades, un demi-million d'hospitalisés (dengue sévère), et 20 000 morts dont une très forte proportion d'enfants.
L'expansion mondiale de la dengue et l'apparition de formes graves seraient liées à la perturbation d'écosystèmes sauvages, à la mondialisation des échanges (déplacements de populations et de marchandises), à l'urbanisation croissante non assainie (gestion de l'eau), et au réchauffement climatique. L'ensemble de ces facteurs favorise le développement des vecteurs et les contacts humains-moustiques-virus.
Il n’existe pas de traitement spécifique de la dengue. Une prise en charge spécialisée en soins intensifs est nécessaire pour le traitement de la dengue sévère.
La prévention collective repose sur la lutte contre les moustiques vecteurs (extermination, chasse aux eaux stagnantes…) et sur les mesures de protection préventives individuelles contre les piqûres de moustiques (moustiquaire, répulsif…).

## Histoire
Le terme dengue proviendrait de l'espagnol denguero et du portugais dengoso, signifiant « maniéré, guindé », par allusion à la démarche raide des malades aux articulations douloureuses. Une autre hypothèse propose le swahili ki denga pepo (crampe soudaine causée par un démon). Le terme entre dans le langage médical anglais et français vers le milieu du XIXe siècle.

### Premières descriptions
Avant de s'imposer internationalement, le terme dengue avait près d'une centaine de synonymes désignant la même maladie. Les uns désignant la raideur de la démarche (dandy fever, fièvre polka, pantomima), la douleur (broken wing, break bone fever, knockels koorts, coup de barre), l'éruption (fièvre rouge, calentura roja, colorada), la saison (fièvre des dattes...), la région (fièvre de la Mer Rouge, fièvre des Indes, fièvre de Massaoua...).

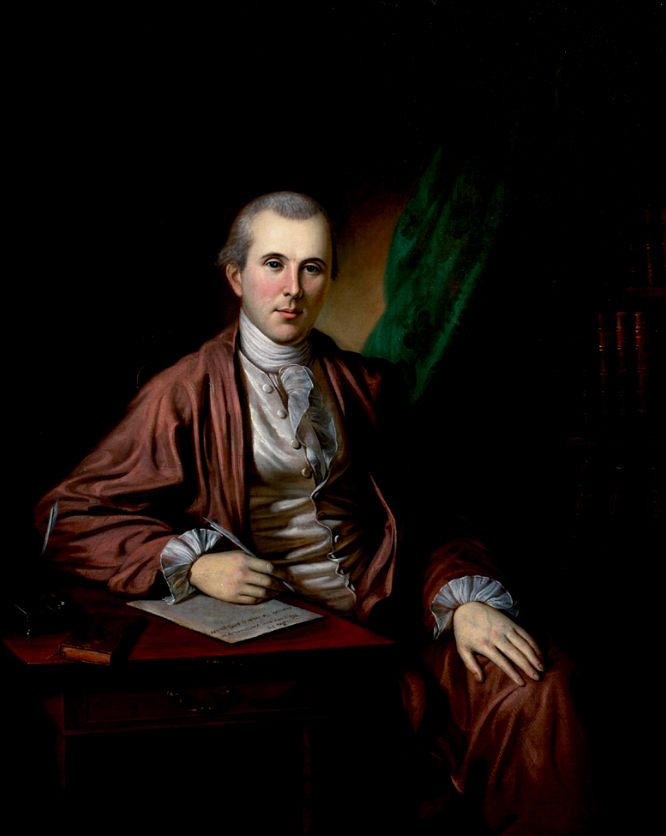
Portrait de Benjamin Rush (1783), médecin et père fondateur des États-Unis, l'un des premiers à décrire la dengue vers 1780, par Charles Willson Peale (1741-1827).

Les origines géographiques de la dengue sont inconnues, des études phylogénétiques suggèrent une origine africaine, d'autres en Asie du Sud-Est. 
On ne connaît pas de description de maladie épidémique évoquant la dengue avant la découverte de l’Amérique. Des épidémies touchant les premiers colons d’Amérique pourraient se rapprocher de la dengue ou d’autres maladies à présentation similaire. Ainsi, en 1648, le père Du Tertre aurait décrit, en Guadeloupe, une épidémie de dengue qu'il appelle « coup de barre ». La dengue aurait été une des causes de l'échec de la colonisation écossaise du Panama (projet Darién)  en 1699,.
Les descriptions plus précises de la fin du XVIIIe siècle permettent d'établir, de façon plus probante, qu'il s'agit bien de dengue. La première description moderne est le plus souvent attribuée à Benjamin Rush qui décrit une épidémie à Philadelphie en 1780 (publication en 1789) sous le terme de « break bone ». À peu près simultanément, d'autres descriptions analogues sont faites à Batavia,, sur la côte de Coromandel, et au Caire. 
Une partie des épidémies dites « de dengue » décrites au XVIIIe et XIXe siècles seraient des « pseudo-dengue » ou dengue-like, attribuables en fait au virus du chikungunya,.

### Premières pandémies
Durant le XIXe siècle et au début du XXe siècle, la dengue est surtout étudiée par les médecins militaires des corps expéditionnaires, américains, britanniques et français. Rétrospectivement, la première pandémie reconnue de dengue est signalée à la fin du XVIIIe siècle jusqu'au début du XXe siècle aux Amériques (États-Unis, Caraïbes, villes côtières atlantiques d'Amérique du Sud). D'origine africaine, elle serait liée au commerce du sucre, du rhum et des esclaves.
Une deuxième pandémie est survenue à partir de l'Australie, lors de la colonisation du Queensland dans les années 1860-1870, et de son urbanisation rapide par des colons s'établissant pour l'or et le sucre, et qui a duré jusqu'à la première guerre mondiale.
En Europe, La dengue fait son apparition en Espagne (Séville et Cadix) en 1784, probablement apportée d'Amérique du Sud. La France est touchée au Havre en 1829, en provenance de Guadeloupe ;  l'Italie à Naples en 1890. Tout au long du XIXe siècle, des épisodes épidémiques sont signalés en Méditerranée orientale, touchant les citadins portuaires au cours d'un été, de façon brève mais explosive.
La maladie frappe l'armée française d'Orient aux Dardanelles en 1916. La dernière grande épidémie de dengue européenne survient en Grèce, à Athènes en 1927-1928, en provenance de Syrie,. Elle fut exceptionnelle, car on dénombra à Athènes, au cours de l'été 1928, un million de cas dont un millier de décès.
Les mesures de contrôle des moustiques se sont avérées efficaces en Méditerranée, aux Amériques, et dans la plupart des villes coloniales d'Asie. La dengue parait alors être en sommeil jusqu'à la deuxième guerre mondiale.

### Études scientifiques
Elles commencent à la fin du XIXe siècle, à la suite des découvertes sur le rôle des moustiques dans la filariose, le paludisme et la fièvre jaune. Dès 1903, le rôle du moustique Stegomya fasciatus (nommé aujourd'hui Ǽdes aegypti) est suspecté. La démonstration rigoureuse est le fait de chercheurs australiens en 1916. En 1931, le rôle du moustique A. albopictus est aussi démontré.
La nature virale de l'agent de la dengue est établie par des médecins militaires américains aux Philippines en 1907. Pour la plupart des auteurs, la dengue était une infection bénigne et de courte durée, quoique brutale et douloureuse. Les coloniaux français l'appellent « grippe tropicale » ou « petit palu », inévitable pour les nouveaux arrivants. L'existence de formes graves, déjà signalées aux États-Unis en 1780, en Australie en 1887, ou en Grèce en 1928, est considérée comme exceptionnelle.
En 1931, la dengue est reconnue comme une zoonose chez des singes des Philippines.
Au cours de la Deuxième Guerre mondiale, les épidémies de dengue reprennent dans le Pacifique, liées aux mouvements de populations (réfugiées et militaires), et aux dégradations urbaines  (approvisionnement d'eau). Cette situation relance les études sur la dengue, car des centaines de milliers d'hommes sont engagés en Afrique du Nord, dans le Sud-est asiatique et le Pacifique.
Les Américains créent en 1944, la « Dengue Research Unit » installée dans le New-Jersey, sous la direction d'Albert Sabin. Sabin et ses collaborateurs parviennent à cultiver les virus de la dengue sur les souris, et à distinguer différentes souches correspondant aux premiers sérotypes de dengue : DEN 1 et DEN 2.
En 1956, une nouvelle forme de dengue apparaît aux Philippines, puis en Thaïlande en 1958,. C'est la dengue hémorragique avec ou sans syndrome de choc, une maladie mortelle. On découvre alors de nouveaux sérotypes de dengue (voir la section émergence de la dengue sévère).

## Virus et transmission

### Agent

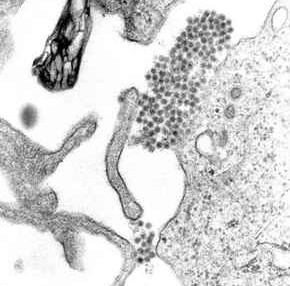
Les virus de la dengue (groupement de points noirs) au microscope électronique.

L'agent est le virus de la dengue, un virus à ARN enveloppé, appartenant au genre des flavivirus. Ce genre comprend également les virus de la fièvre jaune, de l'encéphalite japonaise, et du Nil occidental.
Il existe quatre sérotypes distincts du virus de la dengue : DENV-1, DENV-2, DENV-3 et DENV-4. Ils sont étroitement apparentés et entraînent les mêmes signes cliniques.
Deux sérotypes, DENV-1 et DENV-3, se subdivisent en cinq génotypes, alors que DENV-2 en a six et DENV-4 quatre.
Même s'ils sont très proches les uns des autres, il n'existe pas ou peu (de courte durée) de protection immunitaire croisée entre eux. Ainsi un même individu peut être atteint plusieurs fois par la dengue, une fois par chacun des quatre sérotypes.
Une épidémie de dengue est souvent liée à l’apparition ou à la réapparition d’un sérotype n’ayant pas circulé depuis plusieurs années. Une circulation simultanée des quatre sérotypes traduit une situation dite d'« hyperendémie » (Asie du Sud-Est).
Quoique la dengue soit d'expansion mondiale, les virus de la dengue restent paradoxalement « locaux » dans leur évolution historique (génétique). Ceci suggère que la dispersion mondiale des virus n'est pas continue, mais procède par « sauts » liés aux migrations humaines s'établissant dans de nouvelles régions où existent un vecteur convenable et une population sensible.

### Vecteur
Les virus sont transmis par moustiques vecteurs du genre Aedes.

#### Cycles sauvages
Il s'agit de cycles selvatiques, décrits en Afrique et en Asie, où des formes ancestrales de DENV circulent encore entre des primates non humains et des moustiques de la canopée peu anthropophiles, comme Aedes niveus en Asie, et A. furcifer, A. luteocephalus, A. Taylori... en Afrique.
Les quatre sérotypes responsables de la dengue urbaine auraient divergé indépendamment à partir de ces souches ancestrales en s'adaptant à des moustiques péri-domestiques capables d'infecter les humains. Il est probable que ces quatre sérotypes soient la conséquence d'une fragmentation en archipels de l'Indonésie et des Philippines lors de la montée océanique de la période interglaciaire en cours (holocène). Le DENV-2 se serait re-établi en Afrique comme zoonose.
La transmission par moustiques entre singes et humains est rare.

#### Cycles ruraux et urbains

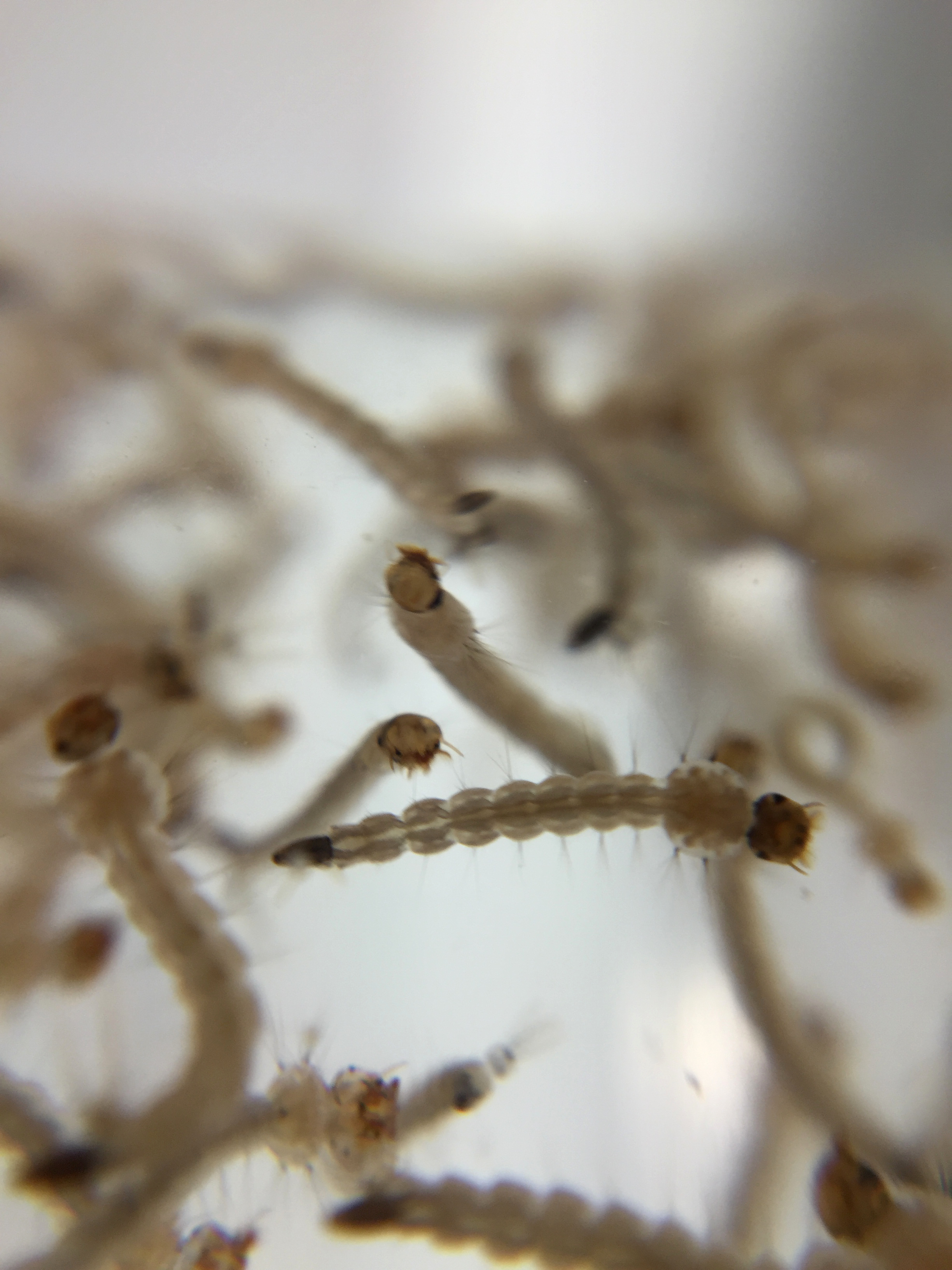
Larves de moustique Aedes Aegypti, susceptibles de se développer dans très peu d'eau (d'une soucoupe par exemple).

La dengue est transmise à l'humain par l'intermédiaire de moustiques vecteurs diurnes du genre Aedes. Contrairement à d'autres arboviroses comme la fièvre jaune, la dengue humaine évolue dans un cycle rural et urbain, en dehors et indépendamment des cycles sauvages. L'être humain est le principal réservoir naturel des virus de la dengue urbaine, mais aussi le disséminateur (hôte amplificateur) de la maladie.
Le vecteur principal est  Aedes aegypti d'origine africaine, et mondialement répandu dans les zones tropicales et subtropicales, il est capable de recoloniser des régions d'où il avait été éliminé, comme la région méditerranéenne.
Le vecteur secondaire est Aedes albopictus (moustique tigre) initialement asiatique, de transmission moins efficace que le précédent, mais capable de s'adapter à des régions tempérées. Il est répandu en Amérique, Europe du Sud et Pacifique, dans les régions où A. aegypti est absent ou peu fréquent.
D'autres Aedes peuvent être impliqués localement dans la transmission de la dengue comme Aedes polynesiensis (en) dans les îles du Pacifique Sud.
Ces moustiques sont très anthropophiles, ils vivent très facilement en milieu urbain ou semi-urbain, entrent souvent en contact avec les humains. Les moustiques femelles se nourrissent de sang chez une personne virémique (présence de virus dans le sang). Après un cycle viral de 8 à 12 jours, variable selon la température extérieure, les virus passent du tube digestif du moustique à ses glandes salivaires où ils se multiplient. Le moustique infecté peut à son tour infecter un autre humain au cours d'une nouvelle piqûre.
Plus rarement, les moustiques se contaminent par transmission verticale de la mère à l'œuf (1 cas sur 600).

### Transmission interhumaine
En octobre 2019, les autorités sanitaires espagnoles rapportent une transmission du virus par voie sexuelle entre deux individus de même sexe (masculin), ce qui est une première mondiale. Mais les autorités espagnoles précisent aussi qu'un cas unique de contagion du virus de la dengue par voie hétérosexuelle est déjà décrit en 2013 en Corée du Sud.
Contrairement au virus Zika qui peut se transmettre sexuellement jusqu'à près d'un an après infection, l'ARN du virus de la dengue n'est retrouvé, et pas toujours, dans les fluides sexuels que dans les trente jours après le début des symptômes. Dans le cas de la dengue, les quelques cas rapportés paraissent anecdotiques et de faible importance épidémiologique,.

## Émergence de la dengue sévère
L'émergence et l'extension d'une dengue sévère, autrefois dite « dengue hémorragique », au cours de la deuxième moitié du XXe siècle, pose des problèmes mal compris et discutés. Ce phénomène, observé d'abord en Asie du Sud-Est, tend à se répandre dans le monde. Il existe à ce propos deux grands groupes d'hypothèses :
- La théorie des « anticorps facilitants » considère que les anticorps induits par une première infection (infection primaire) par un sérotype (voir Sérovar) donné, aggravent l'éventuelle infection suivante par un autre sérotype. C'est l'hypothèse officielle, majoritaire.
- La théorie des souches virulentes, où l'apparition de la dengue sévère serait liée à l'apparition de souches virales particulières.

### Apparition et extension mondiale

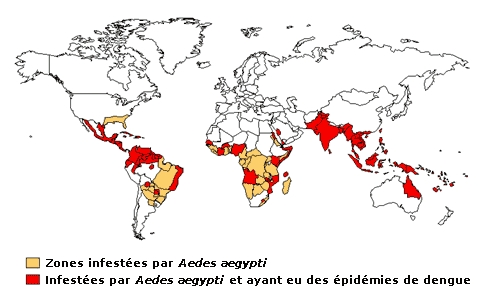
Distribution de la dengue dans le monde en 2000.

La dengue sévère est une forme grave de dengue, avec des complications potentiellement mortelles. Elle a été détectée pour la première fois dans les années 1950, lors d'épidémies aux Philippines et en Thaïlande. Elle est aujourd'hui trouvée dans presque tous les pays d'Asie où elle est localement devenue une cause importante d'hospitalisation et de mortalité infantile.
Depuis, elle s'étend dans le monde. En 2007, plus de 890 000 cas de dengue ont été notifiés rien que sur le continent américain, dont 26 000 étaient de forme hémorragique. C'est une maladie émergente en plein développement depuis les années 1960, de nouvelles zones sont touchées ; avec par exemple le Venezuela, autrefois épargné, qui en 2007 a notifié à l'OMS plus de 80 000 cas, dont au moins 6 000 de forme hémorragique.
Selon les chiffres 2007 de l'OMS, chaque année environ dans le monde, 500 000 cas de formes hémorragiques dont un grand nombre, chez les enfants le plus souvent, impliquent une hospitalisation. Environ 2,5 % des patients meurent et sans traitement adapté, le taux de létalité de la dengue hémorragique peut dépasser 20 %. Des équipes bien formées et équipées peuvent abaisser ce taux à moins de 1 %.
Un rapport publié dans la revue médicale The Lancet en novembre 2019 relève que « sous l’impulsion des changements climatiques, la dengue est la maladie virale transmise par les moustiques qui se propage le plus rapidement au monde (...). Neuf des dix années les plus propices en matière de transmission de la dengue ont eu lieu depuis l’an 2000, permettant aux moustiques d’envahir de nouveaux territoires en Europe »

### Hypothèse des anticorps facilitants
Elle a été formulée par Scott B. Halstead en 1966. C'est l'hypothèse majoritaire dominante, adoptée par l'OMS. Elle se base sur une association temporelle entre des marqueurs immunologiques et des évènements cliniques, mais sans démonstration de causalité.
Les formes graves ou hémorragiques seraient dues à un phénomène immunoallergique découvert in vitro et affecteraient des personnes ayant déjà été infectées par un virus de dengue appartenant à l'un des 3 autres sérotypes viraux. Selon cette hypothèse, baptisée « théorie des anticorps facilitants », ou hypothèse séquentielle, les anticorps induits par la première infection faciliteraient l'infection des monocytes lors de l'infection subséquente par un virus d'un autre sérotype.
Cependant, cette hypothèse, qui conduit à prédire un nombre important de formes graves lors de l'arrivée d'un sérotype dans un territoire où circule un autre sérotype, n'a pas été vérifiée dans un certain nombre d'épidémies. Ce qui conduit à d'autres explications, pas forcément incompatibles avec la théorie officielle.

### Hypothèse des nouvelles souches virales
L'apparition de la dengue sévère en Asie serait liée à l'émergence de souches virales sauvages issues de singes forestiers, et secondairement adaptées aux moustiques urbains de la dengue. Cette hypothèse a l'avantage d'expliquer un certain nombre d'épidémies, où l'hypothèse séquentielle ne peut s'appliquer, comme celles du Pacifique (années 1970-1980) ou celle d'Athènes en 1927-1928.
Il y aurait un cycle forestier sauvage de la dengue (singes et moustiques) en Afrique et en Asie, ces écosystèmes auraient été bouleversés par l'urbanisation galopante dès le début du XXe siècle. Le phénomène s'est accéléré à la fin de la deuxième guerre mondiale avec le commerce intensif des singes asiatiques comme le macaque crabier utilisé comme animal de laboratoire (référencé en anglais sous le terme de cynomolgus monkey). Ces animaux en transit auraient été piqués lors d'attentes portuaires par des moustiques urbains, introduisant des souches virales plus virulentes pour l'humain.
Mais cette hypothèse est aussi mise en défaut, notamment par le fait qu'il n'a pas été possible de distinguer génétiquement une souche plus virulente qu'une autre.

### Modèle global
Il est probable que la survenue de formes hémorragiques soit un événement aux causes multiples mettant en jeu le terrain sérologique du patient (infection antérieure par un autre sérotype de dengue voire par un autre flavivirus), son état général mais aussi la nature du virus lui-même (appartenance à tel ou tel sous-groupe phylogénétique).

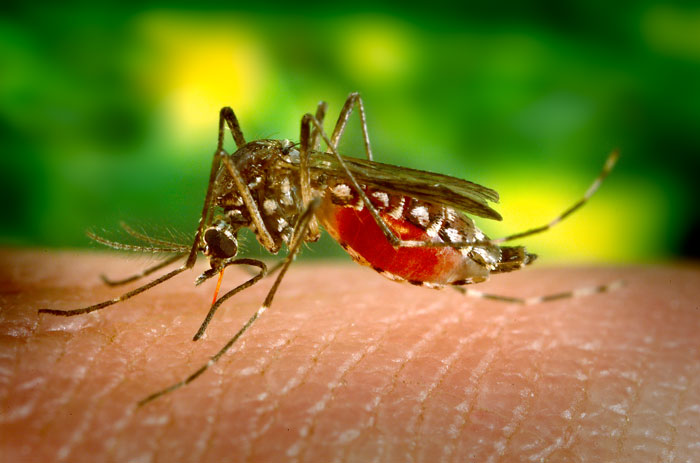
Moustique Aedes aegypti piquant la peau humaine.

Durant la seconde guerre mondiale, le déplacement des troupes américaines et japonaises en Asie du sud aurait contribué à répandre les quatre sérotypes de la dengue. La migration massive des populations rurales en milieu urbain (bidonvilles) favorise la prolifération des moustiques et la transmission des virus.
L'essor de cette pandémie au XXIe siècle est expliquée par l'extension de l'aire de distribution des vecteurs (Aedes aegypti notamment, bien adapté aux villes et Aedes albopictus adapté aux régions tempérées) et des 4 types de virus impliqués (circulation des personnes et des marchandises par transport maritime et aérien). La déforestation et l'urbanisation croissante non assainie, la mondialisation des échanges, et le réchauffement climatique facilitent l'extension des vecteurs et la circulation de ces virus.
Des études mettent l'accent sur les interactions durables hôte-pathogène : certains gènes du moustique gouvernent la transmission des différents virus de la dengue. Inversement, certains gènes du virus interagissent avec ceux du moustique-vecteur ; ainsi « l’effet des facteurs de l’hôte peut changer selon les variants génétiques de l’agent pathogène » ; un facteur de résistance contre une souche virale peut se transformer en facteur de vulnérabilité envers une autre souche. Ces interactions ont échappé aux observateurs de laboratoires qui utilisent des moustiques issus d'élevages et donc génétiquement peu diversifiés, alors que les observations faites dans la nature ont pu révéler ces interactions qui ont des implications écoépidémiologiques probablement importantes.

## Physiopathologie
La physiopathologie de la dengue, et surtout de la dengue sévère, est mal connue et controversée.
L'absence d'un modèle animal idéal pour l'étude de la dengue n'aide pas à la compréhension de la maladie. Par exemple, la souris contaminée ne présente pas la maladie, et le singe infecté, s'il produit des anticorps, ne développe pas de dengue hémorragique ou sévère.
Une dengue primaire est une primo-infection :  lorsqu'un individu est infecté par un virus de la dengue pour la toute première fois. Une dengue secondaire survient lorsque le même individu est réinfecté ultérieurement par un autre sérotype.
Lors d'une dengue secondaire, le ratio IgM/IgG en phase précoce de la maladie est plus élevé que lors d'une dengue primaire. Il semble que lors d'une dengue secondaire, le risque de développer une forme grave serait largement supérieur à celui d'une dengue primaire, multiplié d’un facteur 10.
Le schéma immunopathologique serait alors le suivant :
- une primo-infection à un sérotype donné induit une immunité à ce sérotype, et pas, ou très peu (de courte durée), d'immunité  croisée aux autres sérotypes ;
- lors d'une seconde infection par un autre sérotype, celle-ci est plus à risque de se présenter comme une dengue sévère ;
- passé le cap de cette seconde infection, il existerait une immunité relative aux autres sérotypes. S'il est théoriquement possible d'avoir 4 dengues (à chacun des 4 sérotypes) au cours d'une vie[19], les troisième et quatrième infections sont rarement sévères[34].

Selon la théorie des anticorps facilitants, les anticorps d'une primo-infection formeraient des complexes avec les virus d'une dengue secondaire. L'infection massive des monocytes entraine la libération de divers médiateurs (cytokines) responsables des troubles de la perméabilité vasculaire et d'activation du système du complément et de la coagulation, dans le cadre d'une « tempête de cytokines ».
D'autres auteurs font entrer en jeu des facteurs de susceptibilité liés à l'hôte (interaction hôte-pathogène, système HLA, jeune âge...).

## Épidémiologie
Depuis la Seconde Guerre mondiale, il existe une augmentation sans précédent de la maladie, avec des épidémies de plus en plus fréquentes et étendues, avec plus de formes graves.
Avant 1970, seuls 9 pays avaient connu des épidémies de dengue sévère. Selon les chiffres 2018 de l'Organisation mondiale de la santé (OMS), la dengue serait l'arbovirose la plus répandue au monde, avec environ 3,9 milliards de personnes dans 138 pays exposées au risque d'infection par les virus de la dengue. Les régions de l'OMS les plus touchées sont les Amériques, l'Asie du Sud-Est et le Pacifique Occidental.
Chaque année il y aurait environ 390 millions d'infections dans le monde, dont 96 millions se manifestent cliniquement, un demi-million d'hospitalisés (dengue sévère), et 20 000 décès dont une très forte proportion d'enfants.
La dengue est la deuxième cause de fièvre de retour de voyage après le paludisme, et l'arbovirose la plus fréquente chez le voyageur, le plus souvent d'évolution favorable (formes graves exceptionnelles chez les voyageurs).

### Répartition géographique

#### Asie et Pacifique

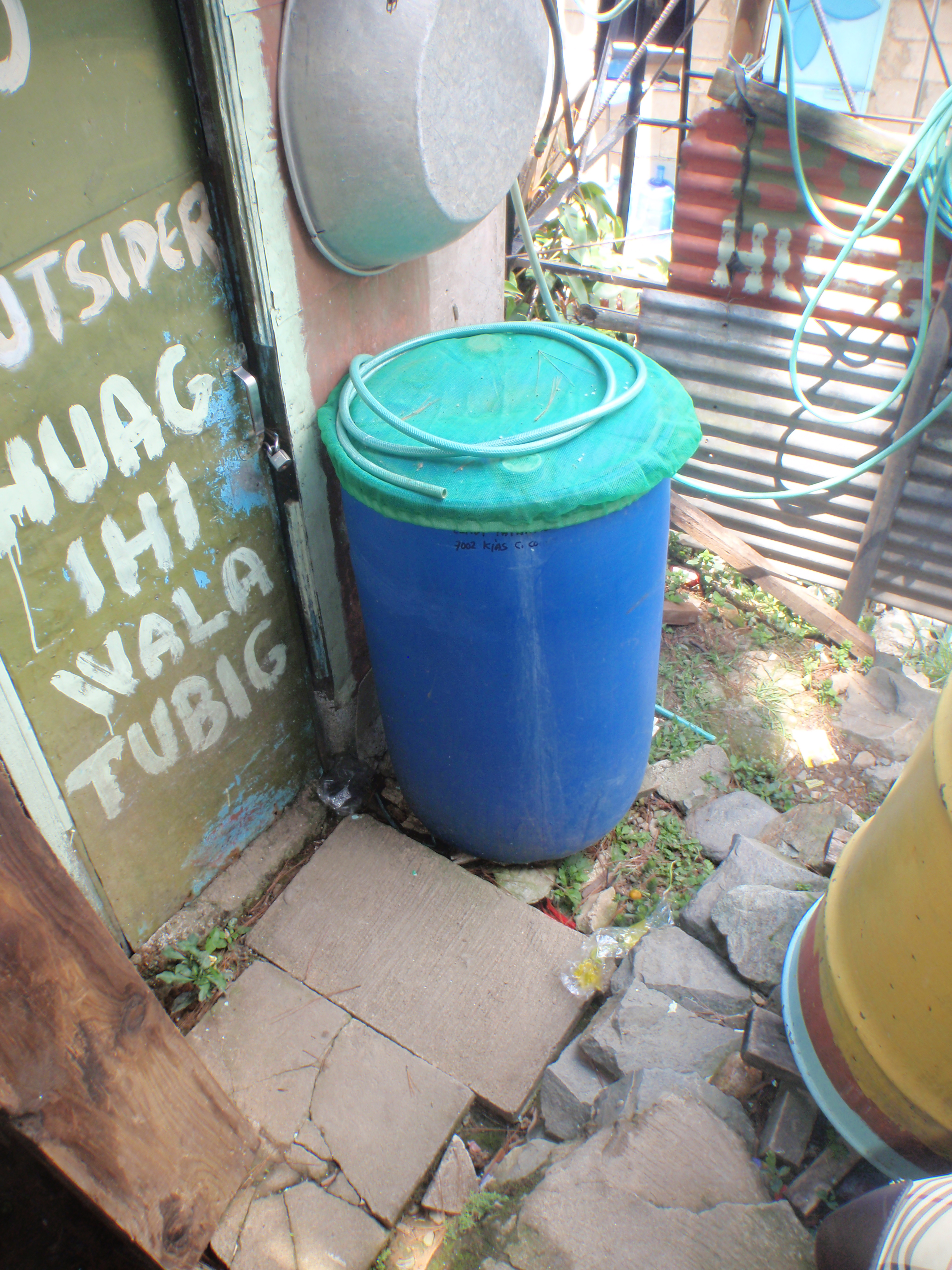
Prévention contre la dengue : couvrir une réserve d'eau pour empêcher les moustiques d'y pondre (Baguio, Philippines 2011).

Initialement cantonnée en Asie du Sud-Est, la dengue s'est manifestée dans la province du Yunnan (Chine) et à New-Delhi (Inde) en 2015. L'Asie est particulièrement touchée, car les 4 sérotypes circulent simultanément (situation dite « hyperendémique »).
En 2016, la région OMS du Pacifique occidental a signalé plus 375 000 cas suspects de dengue en 2016, dont 176 411 notifiés aux Philippines et 100 028 en Malaisie.
De 2014 à 2016, la dengue a été signalée aussi au Japon, et dans les îles du Pacifique, dont Hawaï, les Îles Salomon, la Polynésie française et la Nouvelle-Calédonie.
En 2018, 2 087 cas de dengue ont été enregistrés en Nouvelle-Calédonie (86 % par DENV-2), dont 203 cas hospitalisés et 2 décès.

#### Amériques
La transmission de la dengue interrompue dans les années 1960-1970 par des mesures de contrôle des moustiques, est réapparue dans les années 1980.
En 2013, des cas se sont produits en Floride (États-Unis). En 2015, la région des Amériques a signalé à elle seule plus de  2,35 millions de cas, dont 10 200 cas de dengue sévère qui ont provoqué 1 181 décès.
La dengue est en progression constante en Amérique latine, notamment au Mexique, au Costa Rica et au Honduras. Les raisons sont multiples : croissance démographique importante, création de bidonvilles aux abords des villes, catastrophes naturelles, paupérisation et ralentissement des campagnes d'éradication du moustique Aedes aegypti.
Dans les départements français d'Amérique, la dengue est endémique avec des poussées épidémiques répétées. Aux Antilles françaises, depuis 1997, ces épidémies sont dues à un ou deux sérotypes prédominants. Elles durent en général de 4 à 6 mois, et peuvent toucher jusqu'à 10 % de la population (40 000 cas estimés en Martinique en 2010). La séroprévalence des personnes âgées de 18 ans et plus a été estimée à 90 % en Martinique et à 96 % en Guadeloupe. En Guyane, la dengue est de circulation plus ancienne, avec des épidémies répétées depuis les années 1970, mais avec une séroprévalence plus faible de 70 %.

Plus de 40 000 cas sont enregistrés en Argentine entre janvier et février 2024, un niveau historiquement élevé pour ce pays. « C’est la première fois en Argentine que la dengue est présente toute l’année, note Andrea Gamarnik, biochimiste, cheffe du laboratoire de virologie moléculaire de la Fundacion Instituto Leloir. C’est aussi la première fois qu’il y a autant de cas. Cette circulation, aussi importante, est en grande partie la conséquence de la prolifération du moustique Aedes aegypti, liée au changement climatique mais aussi à des urbanisations informelles, une augmentation de la pauvreté, l’absence d’eau potable dans certaines zones. »

#### Afrique
En Afrique, l'impact de la maladie est mal connu, mais des épidémies récentes suggèrent que de grandes parties du continent pourraient être à risque accru de transmission de la dengue. Le Burkina Faso a notifié en 2016 une flambée localisée de dengue, avec 1 061 cas probables. L'archipel du Cap-Vert a connu une épidémie de dengue de plus de 20 000 cas en 2009.
La circulation du virus est avérée en Afrique de l'Ouest, sur les zones côtières de l'Afrique de l'Est et Australe. Il semble que les formes graves sont plus rares. Des auteurs avancent la possibilité d'une protection génétique des africains d'origine, en se basant sur l'épidémie de Cuba en 1981, où les afro-cubains semblaient en partie protégés.

#### Europe
La dengue menace désormais en Europe et une transmission locale (dengue autochtone) a été rapportée pour la première fois en France métropolitaine et en Croatie en 2010, puis sur l'archipel de Madère (Portugal) en 2012. Ces cas sont liés à l'implantation locale d'Aedes albopictus (moustique tigre),,.
Des cas importés ont été détectés dans une dizaine de pays européens du fait des voyages internationaux et de l'extension mondiale de la dengue. Chez les voyageurs de retour de pays à revenu faible ou intermédiaire, la dengue est la 2e cause de fièvre la plus diagnostiquée après le paludisme.
En France métropolitaine, on compte chaque année plusieurs centaines de cas importés (225 en 2018), notamment des territoires d'outremer. De 2014 à fin 2019, 31 cas de dengue autochtone ont été diagnostiqués dans le sud de la France (PACA et Rhone-Alpes), 83 cas en 2024 pour l'ensemble de l'Hexagone.

### Épidémie de 2019-2020
- un million de cas et plus.
- de 100 000 à moins d'un million de cas.
- de 10 000 à moins de 100 000 cas.
- de 1 000 à moins de 10 000 cas.
- de 1 à moins de 1 000 cas.
- pas de cas, ou pas de données suffisantes.

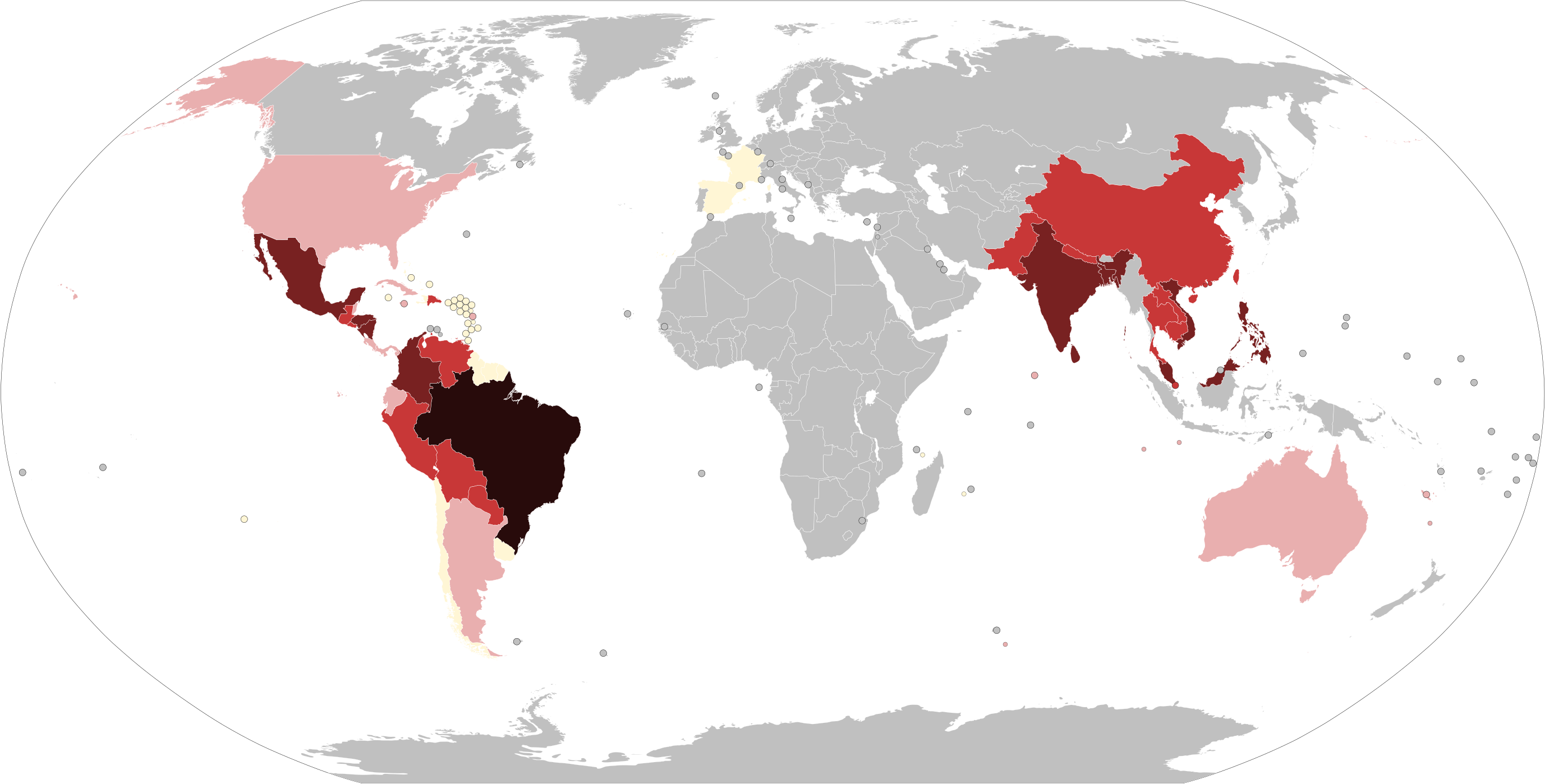
Épidémie de 2019-2020
un million de cas et plus.
de 100000 à moins d'un million de cas.
de 10000 à moins de 100000 cas.
de 1000 à moins de 10000 cas.
de 1 à moins de 1000 cas.
pas de cas, ou pas de données suffisantes.

Au cours de l'année 2019, une épidémie touche plusieurs pays d'Asie du Sud-Est, notamment les Philippines, la Malaisie, le Viêt Nam, le Bangladesh, le Pakistan, la Thaïlande, Singapour et le Laos, puis d'Amérique latine, dont le Brésil, le Mexique, la Colombie, la majeure partie de l'Amérique centrale, le Pérou, la Bolivie, le Paraguay, l'Équateur et le nord de l'Argentine.
Au début de l'année 2020, l'épidémie atteint en particulier les départements français ultramarins d'Afrique de l'Est : Mayotte et La Réunion. En février, Mayotte déclare 904 cas présumés de dengue pour 256 518 habitants, affectant surtout les régions de Mtsamboro, Acoua et la ville de Mamoudzou. L'épidémie s'intensifie au cours des semaines suivantes et s'étend à l'ensemble du territoire, de Bandraboua au nord à Bouéni et Kani-Kéli au sud, et dans l'île de Petite-Terre. Le 6 mars, la préfecture de Mayotte déclenche le niveau 4 du dispositif ORSEC; à la fin du mois, le territoire compte 2 495 cas confirmés, dont 175 hospitalisations, et 5 morts imputés à la dengue. Les autorités sanitaires observent également une intensification de la maladie à La Réunion, où 442 cas sont confirmés dans la semaine du 9 au 15 mars ; touchant principalement le sud de l'île et notamment Saint-Louis, l'épidémie s'étend sur un total de 23 communes.
Le 31 juillet 2020, un cas autochtone de dengue est confirmé dans l’Hérault.

## Classifications
La dengue se présente sous différents aspects cliniques, plus ou moins sévères.

### Ancienne classification OMS
Dans sa classification 1997 (Dengue Hemorrhagic Fever: diagnosis, treatment, prevention and control, 1997) :  l'OMS distinguait les formes asymptomatiques, et les formes symptomatiques (fièvres se présentant de façon indifférenciée, ou de façon spécifique).
La « dengue confirmée » est une dengue cliniquement probable confirmée par un critère biologique de laboratoire (isolement du virus, modification des anticorps, mise en évidence d'antigènes ou d'une séquence du génome du virus).
Cette classification distinguait la dengue classique (DF, Dengue fever) non ou rarement hémorragique, et la dengue hémorragique (DHF, Dengue haemorrhagic fever) 
La « dengue hémorragique » (DHF) était classée selon quatre stades de sévérité :
1. Le grade I est défini comme l'association d'une fièvre et de signes non spécifiques ; les seules manifestations hémorragiques sont un test du tourniquet positif et/ou des contusions d'apparition facile.
2. Le grade II est un grade I incluant des saignements spontanés, le plus souvent sous la forme d'hémorragies cutanées ou d'autres localisations.
3. Le grade III est une défaillance circulatoire se manifestant par un pouls rapide et faible et une pression artérielle différentielle pincée ou une hypotension, avec une peau moite et froide et une agitation.
4. Le grade IV est un état de choc profond, avec un pouls ou une pression artérielle indétectable.

Les grades III et IV définissaient la « dengue avec syndrome de choc » (DSS, Dengue shock syndrome).

### Refonte de la classification OMS
Cette classification de l'OMS, datant de 1997, a par la suite montré ses limites. Sa pertinence et son intérêt ont progressivement été remis en cause au fur et à mesure de l'accroissement des connaissances sur la maladie.
Ainsi en 2005, l'OMS écrit que dans le contexte de la prise en charge clinique en pédiatrie, la classification s'avère inappropriée pour les quatre raisons suivantes (Dengue in the context of the IMCI, OMS, 2005) :
- Il existe un chevauchement entre les formes « dengue classique » et « dengue hémorragique ». Il n'y a aucune preuve que les formes DF et DH/DSS soient des entités cliniques réellement distinctes plutôt que des manifestations variées d'une même maladie. On retrouve notamment thrombocytopénie et hémorragie dans les formes « dengue classique » tout comme dans les formes « dengue hémorragique ».
- Les quatre critères nécessaire à la définition OMS d'un cas de dengue hémorragique (fièvre, thrombopénie, hémorragie et signes de fuite plasmatique) sont difficiles à renseigner. Ainsi la détection précoce d'une thrombopénie et d'une fuite plasmatique nécessite des examens biologiques souvent non disponibles dans les centres de soins primaires des pays pauvres où la dengue est endémique. De plus les manifestations hémorragiques ne sont pas toujours présentes dans la dengue sévère, notamment lors de la phase précoce.
- Le terme « dengue hémorragique » met trop l'accent sur l'hémorragie alors que la grande différence entre une dengue sévère et une dengue classique n'est pas l'hémorragie mais l'augmentation de la perméabilité vasculaire entraînant une fuite de plasma. Ainsi la présence d'hémorragie se voit indifféremment dans les cas de dengue simples ou sévères. Et lorsque l'hémorragie elle-même met en jeu le pronostic vital, c'est presque toujours tardivement et de façon associée à un syndrome de choc dû à la fuite plasmatique.
- La classification est trop compliquée pour une utilisation pratique, notamment chez les enfants.

L'OMS propose alors une nouvelle classification, simplifiée et ne mettant plus l'accent sur la présence d'hémorragie ou le décompte des plaquettes (Dengue in the context of the IMCI, OMS, 2005):
- Infection symptomatique par la dengue :
  - Dengue
  - Dengue sévère

Dans cette classification, c'est la perméabilité vasculaire, responsable d'une fuite plasmatique, qui devient le critère principal d'une dengue sévère.

## Signes cliniques
La dengue est le plus souvent bénigne. La gravité est très variable selon les individus, allant des formes asymptomatiques (infection sans aucun symptôme) ou paucisymptomatiques (formes atténuées, avec des symptômes très discrets) aux formes sévères (formes hémorragiques ou avec syndrome de choc) pouvant mettre en jeu le pronostic vital.
Les formes asymptomatiques ou paucisymptomatiques, c'est-à-dire sans symptôme ou avec des symptômes discrets (par exemple une fièvre isolée et de courte durée), sont les formes les plus fréquentes, représentant selon les sources et les études, de 50 à 90 % des cas.
Plus de la moitié des personnes infectées symptomatiques gardent des séquelles dans les deux ans après l'infection, indépendamment de la sévérité des symptômes.

### Forme classique
La forme dite « dengue classique » est la forme la plus habituelle de l'infection symptomatique par un virus de la dengue. Elle est habituellement bénigne mais peut évoluer vers des formes sévères.
L'infestation débute avec la piqûre du moustique infecté par un des virus de la dengue. L'incubation, période lors de laquelle le virus se réplique dans le sang sans pour autant donner de symptôme, dure généralement de 5 à 6 jours, avec des extrêmes allant de 3 à 15 jours.
Le début est brutal, et les symptômes peuvent évoluer en trois phases.

#### Phase fébrile
La dengue se révèle brutalement comme un syndrome pseudo-grippal sévère, avec une fièvre élevée à plus de 39 °C, pouvant durer de 2 à 7 jours – une fièvre plus durable remet le diagnostic en cause –. Cette fièvre s'accompagne de douleurs intenses : céphalées frontales et rétro-orbitaires invalidantes, d'arthralgies et myalgies (douleurs articulaires et musculaires), et d'asthénie majeure (faiblesse et fatigue). Les myalgies des muscles oculomoteurs (douleurs aux mouvements des yeux) seraient typiques de la dengue.
Cette atteinte fébrile et articulaire subite a donné lieu à des descriptions historiques pittoresques (le soldat en faction qui ne tient plus sur ses genoux, le passant dans la rue qui change de démarche, la dame agenouillée à l'église qui ne peut plus se relever...), c'est cette faiblesse douloureuse soudaine qui a donné le nom de cette maladie.

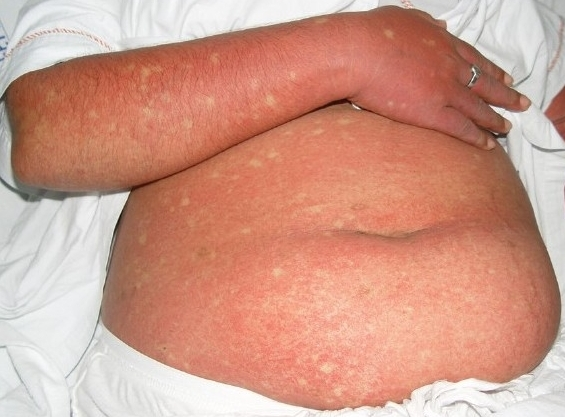
Eruption avec pétéchies au cours d'une dengue.

Une apparente rémission survient au bout de 2 à 3 jours, avec une chute de la fièvre suivie d'une reprise parfois accompagnée d'une éruption maculaire ou papulaire (plane et/ou en relief), de type exanthème, morbilliforme ou scarlatiniforme plus ou moins prurigineux, épargnant le plus souvent le visage et les extrémités.
Des manifestations digestives telles que vomissements et douleurs abdominales modérées sont fréquentes. Des manifestations hémorragiques modérées sont possibles telles que pétéchies, purpura, gingivorragies (saignement des gencives), épistaxis. Ces hémorragies mineures ne signifient pas que le patient est atteint d'une forme de dengue sévère (« dengue hémorragique » stricto sensu selon l'ancienne classification OMS 1997).
Parfois, après quelques jours d'évolution, les nausées et vomissements parfois intenses empêchent toute alimentation, entraînant une déshydratation avec un « syndrome d'épuisement » répondant bien à une réhydratation intra-veineuse.
Dans la majorité des cas, la dengue est peu sévère et évolue spontanément vers la guérison : les symptômes disparaissent après la défervescence de la fièvre et le malade récupère sans séquelle, après une durée totale de la maladie d'environ une semaine.

#### Phase critique
Dans certains cas, le plus souvent chez les enfants de moins de 15 ans, la dengue peut évoluer vers une forme sévère à partir du 3e-4e jour : la température s'effondre, mais l'état du patient s'aggrave brutalement avec collapsus cardiovasculaire et troubles hémorragiques graves.
Les signes d'alarme indiquant une telle évolution sont des douleurs abdominales et des vomissements persistants, des hémorragies des muqueuses, une léthargie, une augmentation de la taille du foie (hépatomégalie), une augmentation de l'hématocrite avec baisse rapides des plaquettes (thrombopénie). Voir la section Formes sévères.

#### Phase de récupération
La dengue est parfois suivie d’une convalescence très longue, de plusieurs semaines voire plusieurs mois, avec un état de fatigue (asthénie) et des raideurs articulaires et musculaires persistantes. C'est le syndrome « post-dengue ». Plus de la moitié des personnes qui ont développé des symptômes ont des séquelles dans les deux ans qui suivent l'infection.

### Formes sévères
Elles représentent entre 1 et 10 % de l’ensemble des formes de dengue. L'évolution vers une forme sévère se produit le plus souvent au moment de la chute thermique, 3 à 7 jours après le début de la maladie. Les troubles sont liés à une augmentation de la perméabilité capillaire, avec fuite de plasma hors des vaisseaux et troubles diffus de la coagulation. Ces processus engagent le pronostic vital.
La fuite plasmatique se traduit par une pleurésie, une ascite, puis une défaillance circulatoire avec état de choc (froideur des extrémités, pouls radial faible, lenteur à la revascularisation capillaire).
Les troubles de la coagulation se manifestent par des hémorragies graves, principalement digestives et urogénitales.
On peut trouver également une altération de la conscience et des signes neurologiques (convulsions, parésie spastique, méningite et/ou encéphalite aiguës), des atteintes digestives et viscérales (hépatite aiguë, cardiomyopathie, insuffisance rénale aiguë, rupture de rate…),.
Le malade peut rapidement tomber dans un état critique et mourir dans les 12 à 24 heures, dans plus de 20 % des cas faute de traitement adapté, ou au contraire récupérer rapidement en deux à trois jours, avec un traitement médical adapté ramenant la mortalité à moins de 1 %,.

## Diagnostic
Le diagnostic positif de la dengue se fait devant :
- des arguments épidémiologiques : séjour en zone d’endémie, période épidémique, antécédents de primo infection ;
- des arguments cliniques : fièvre élevée, syndrome hyperalgique, rémission de 2-3 jours, signes de fragilité capillaire ou hémorragiques ;
- des arguments biologiques d’orientation : leucopénie, thrombopénie, hématocrite élevé.

La suspicion clinique peut être confortée ou confirmée par un bilan biologique nécessitant une prise de sang réalisé dans un laboratoire d'analyses médicales.

### Test du lacet (tourniquet)

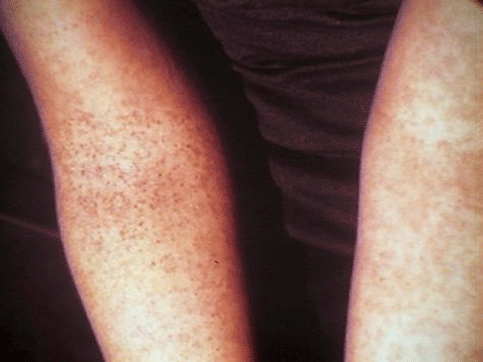
Test du tourniquet positif à gauche de l'image.

Le test du lacet, ou test du tourniquet, est un test clinique ayant été validé par l'OMS, et permettant de déterminer approximativement la fragilité capillaire d'un patient atteint de la dengue, afin de déterminer sa tendance à l'hémorragie.
Le brassard d'un tensiomètre est appliqué autour du bras du patient. Il est gonflé à une pression égale à la moyenne entre la pression artérielle systolique et diastolique du patient, et maintenu ainsi pendant 5 minutes. Le test est dit positif lorsqu'il entraîne l'apparition d'au moins 20 pétéchies dans une zone de 2,5 x 2,5 cm .
L'intérêt de ce test est cependant limité pour plusieurs raisons. Notamment il peut être faussement négatif ou peu positif lors de la phase de choc profond. Et faussement positif chez les personnes avec une fragilité capillaire non liée à la dengue. Sa valeur pronostique est faible.

### Diagnostic biologique
Il faut rechercher une augmentation de l’hématocrite et de la protéinémie qui signe une hémoconcentration, signe d'une fuite plasmatique, facteur de gravité principal.
L’hémogramme retrouve fréquemment une leucopénie et une thrombopénie, une légère augmentation de la CRP, une cytolyse hépatique et musculaire modérée (souffrance cellulaire du foie et des muscles marquée par une augmentation des transaminases).
Le diagnostic biologique de confirmation se fait à l'aide de trois techniques :
- la RT-PCR, qui permet de confirmer précocement l'infection, et de déterminer le sérotype viral en cause ;
- le test antigénique NS1, « détection de l’antigène non-structural 1 (NS1) de la dengue », qui doit être réalisé précocement, entre J1, le premier jour des signes cliniques et jusqu'à J5. Cependant, un résultat NS1 négatif ne permet pas d'éliminer formellement une infection par le virus de la dengue ;
- la sérologie recherche des anticorps IgM et IgG spécifiques reposant sur une technique ELISA. Elle ne permet qu'un diagnostic tardif car les IgM sont identifiées en moyenne à partir du cinquième jour après le début des premiers signes cliniques et persistent deux à trois mois. Il est donc inutile de réaliser ce test avant le 5e jour d'évolution.

La sensibilité diagnostique des tests rapides peut être significativement améliorée en utilisant un test combinant les approches antigène et anticorps.
L'isolement viral et la mise en culture est réservé aux laboratoires de recherche.

### Diagnostic différentiel
Le diagnostic différentiel est vaste, compte tenu de la grande variété des formes cliniques de la dengue. Il varie selon l'évolution de la maladie.

#### Durant la phase fébrile ou éruptive
- Grippe, surtout dans les formes atténuées à début plus progressif
- Autres arboviroses (Chikungunya, Hantaan, Fièvre jaune…)
- Éruptions virales aigües (rougeole, rubéole…)

#### Selon le contexte ou le tableau clinique
- Paludisme.
- Autres causes d'hépatites virales aiguës.
- Primoinfection à VIH.
- Leptospirose.
- Fièvre typhoïde.
- Rickettsioses.
- Autres infections dues à des virus donnant une fièvre hémorragique.

## Dengue et grossesse
Dans certains pays du Sud-Est asiatique la dengue est la première cause de fièvre au cours de la grossesse. Le virus de la dengue peut être transmis au nourrisson, entraînant une dengue néonatale, une thrombocytopénie et une hémorragie cérébrale,. La transmission verticale est plus probable si l'infection survient au cours du troisième trimestre ou est présente lors de l'accouchement.

## Traitement
Aucun traitement curatif spécifique antiviral de la dengue n'est disponible actuellement.
La dengue non compliquée peut être traitée à domicile, sous réserve d'une évaluation médicale quotidienne. La prise en charge thérapeutique consiste en de simples mesures symptomatiques 
- Repos ;
- Réhydratation orale, éventuellement par la prise d'un soluté de réhydratation orale ;
- Calmer douleur et fièvre à l'aide de médicaments antalgiques et antipyrétiques à base de paracétamol ;
- Éviter la prise d'acide acétylsalicylique (aspirine), formellement contre-indiquée, ainsi que la prise d'anti-inflammatoires non stéroïdiens, car ils majoreraient le risque hémorragique intrinsèque de la maladie[69].

En cas de signes d'alarme ou des formes plus sévères, le patient est hospitalisé d'urgence, éventuellement dans un service de réanimation :
- Réhydratation par voie intraveineuse, notamment en cas de « syndrome d'épuisement », par déshydratation consécutive à une intolérance digestive avec nausées et vomissements empêchant le patient de boire suffisamment
- Éventuellement corriger un état de choc hémodynamique dans les formes sévères
- Des transfusions de plaquettes sont parfois nécessaires.

## Prévention et moyens de lutte

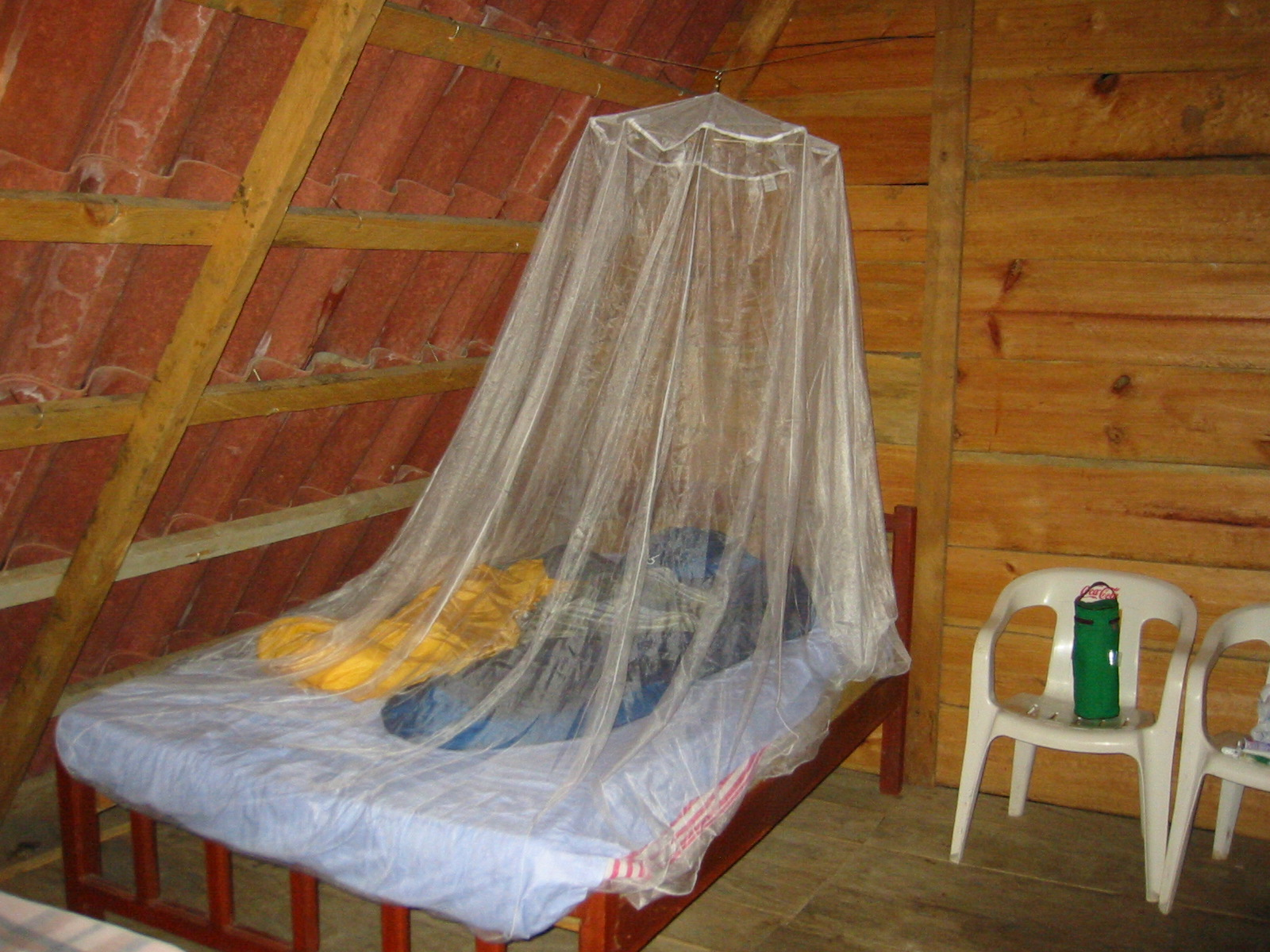
Les moustiquaires peuvent être imprégnées d'un insecticide pour renforcer leur efficacité.

### Lutte contre les moustiques

#### Protection individuelle
La protection consiste à éviter les piqûres du moustique vecteur de la dengue : répulsifs en sprays ou crèmes, serpentins, diffuseurs électriques, vêtements longs, moustiquaires. L'essence de citronnelle est peu efficace pour ce type de moustique, particulièrement agressif.
Le moustique vecteur pique la journée, essentiellement à l’extérieur des maisons, avec une activité plus importante en début de matinée et en fin de journée. L'efficacité des moustiquaires est relativement limitée.
La protection des femmes enceintes et des très jeunes enfants doit être particulièrement renforcée. La climatisation est relativement protectrice, les moustiques étant moins actifs dans la fraîcheur.

#### Prévention communautaire

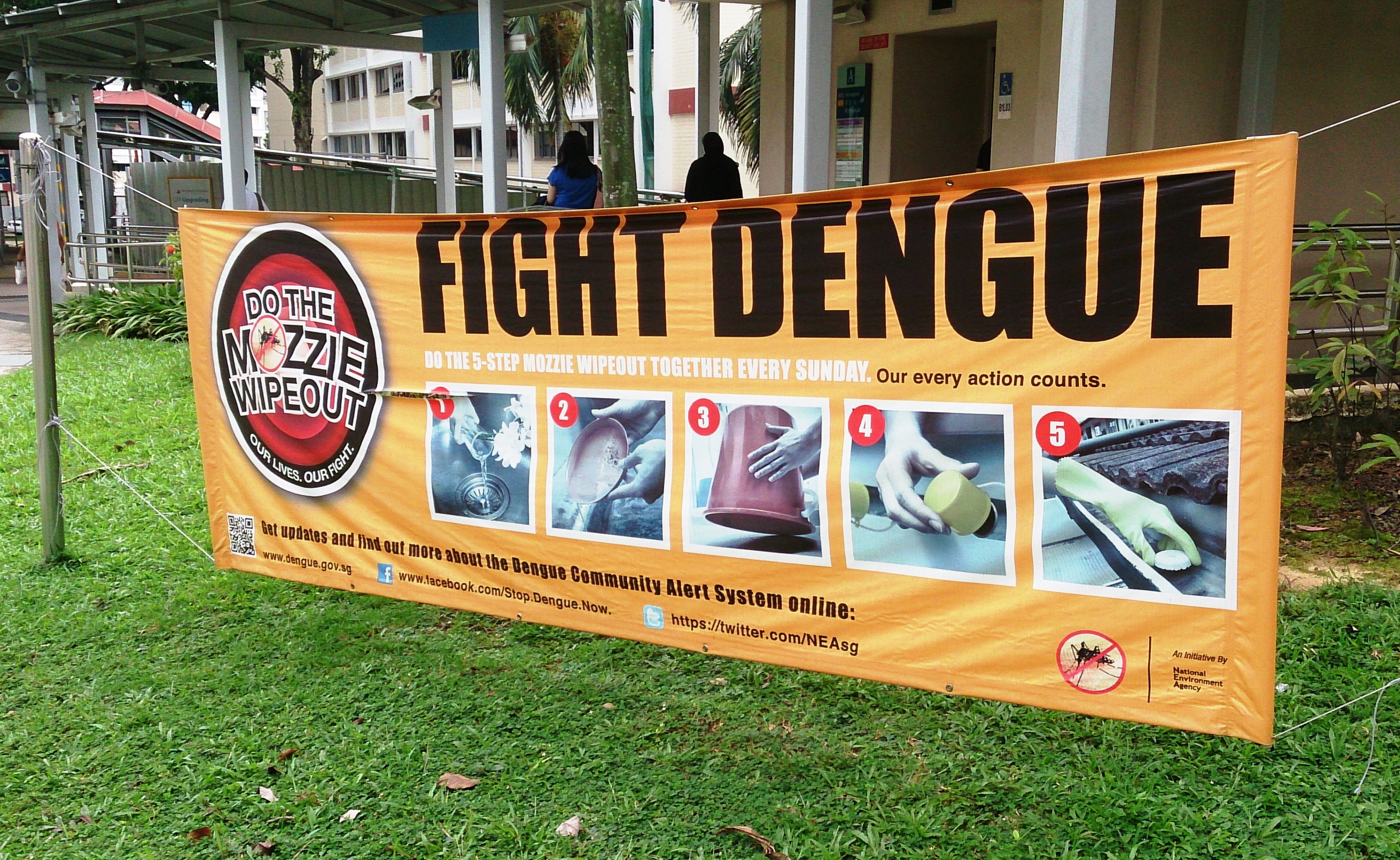
Bannière d'informations contre la dengue dans un quartier résidentiel de Singapour en 2013.

La prévention consiste à limiter la population de moustiques au contact de la population : suppression des collections d'eau péridomestique, utilisation d'insecticides, contrôle génétique ou biologique des vecteurs.

##### Lieux de ponte
Au Brésil, en Guyane et aux Antilles françaises, on cherche à éliminer les lieux de ponte du moustique, à savoir les réserves d'eau stagnante et chaude. En particulier, les bidons, bouteilles, canettes, pots de plantes, coupelles, sont propices à stocker de l'eau de pluie. Les dépôts de pneus favorisent grandement l'apparition de gîtes larvaires : la forme particulière du pneu fait qu'il contient de l'eau après la pluie quelle que soit sa position (alors que ce n'est pas le cas d'autres récipients renversés).
Des solutions alternatives sont conseillées par les autorités, comme ne pas remplir les vases des plantes dans les cimetières avec de l'eau mais avec du sable mouillé. De même il est conseillé d'enlever les plantes à tige engainante (qui retiennent l'eau) ; de drainer et combler les aires humides, flaques et marigots ; de débroussailler autour des habitations (suppression des zones de repos des moustiques adultes).

##### Insecticides
L'utilisation d'insecticide adapté dans les zones infectées est possible lors de flambées épidémiques. Ces mesures d'urgence consistent à démoustiquer à grande échelle, par avion parfois, en tentant d'épargner les prédateurs des moustiques, et de ne pas favoriser l'émergence de souches résistantes. Cette approche a les défauts d'être coûteuse, de ne pas pouvoir être maintenue de façon durable, d'être peu écologique et d'efficacité décevante.

##### Moyens biologiques

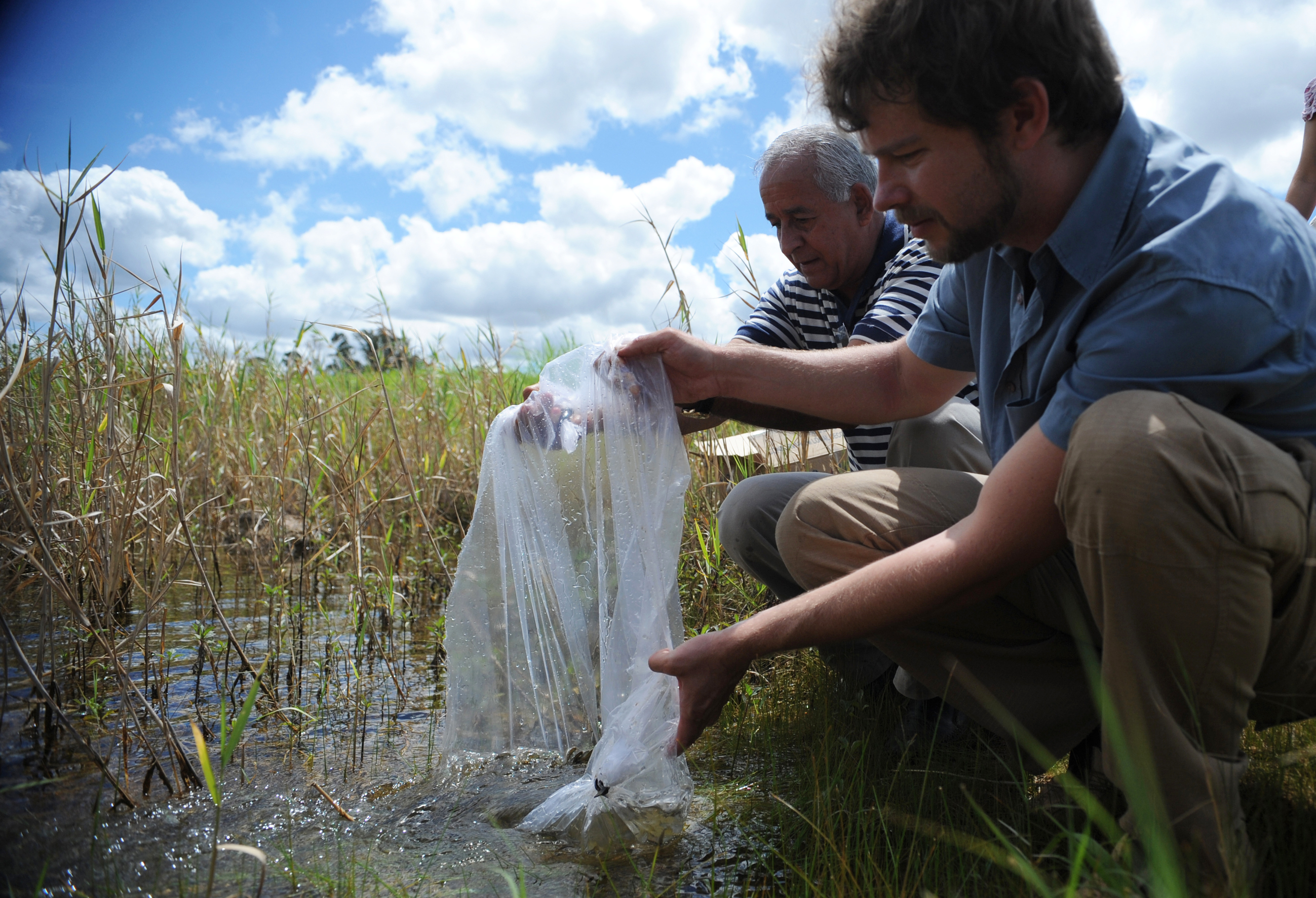
Contrôle de la dengue au Brésil en 2011. Une équipe introduit des poissons dévoreurs de larves de moustiques dans un lac artificiel.

Lorsque c'est possible, des poissons se nourrissant de larves de moustiques, comme le guppy (Poecilia reticulata), sont introduits dans les zones humides pour réduire le nombre de moustiques.
Dans le même but, des crustacés minuscules d'eau douce de la famille cyclopidae sont utilisés. Une vingtaine d'espèces sont prédatrices de larves de moustiques.
Des bactéries, comme Bacillus thuringiensis, ont été utilisées comme « insecticide biologique ». Elles produisent une toxine qui détruit les moustiques. Cette méthode est d'efficacité inconstante, car elle dépend de conditions physico-chimiques précises (température, pH...).

##### Recherches expérimentales
Des méthodes expérimentales sont à l'essai, dans des pays comme la Malaisie ou le Brésil. Des moustiques mâles génétiquement modifiés, à capacité de procréation réduite, ont été lâchés dans la nature de façon à rendre inefficace la fécondation des femelles. Ces recherches, parfois contestées, restent à évaluer (démonstration d'efficacité et d'innocuité).
Une autre stratégie consiste à infecter des moustiques A. aegypti avec des bactéries intracellulaires du genre wolbachia. Les moustiques infectés par la souche wMel de cette bactérie ont une durée de vie réduite et sont partiellement réfractaires à une infection par virus de la dengue. Ils sont aussi susceptibles de contaminer — et ainsi communiquer leur résistance — aux populations naturelles de moustiques. On obtient ainsi une vaste résistance biologique au virus de la dengue. Cette même souche bloque la transmission du sérotype 2 (DENV-2) de la dengue par A. aegypti. Après trois ans, les résultats de cette étude montrent que les cas locaux de dengue ont reculé de 77% et que le nombre des infections demandant une hospitalisation a aussi baissé de 86%.

## Vaccination

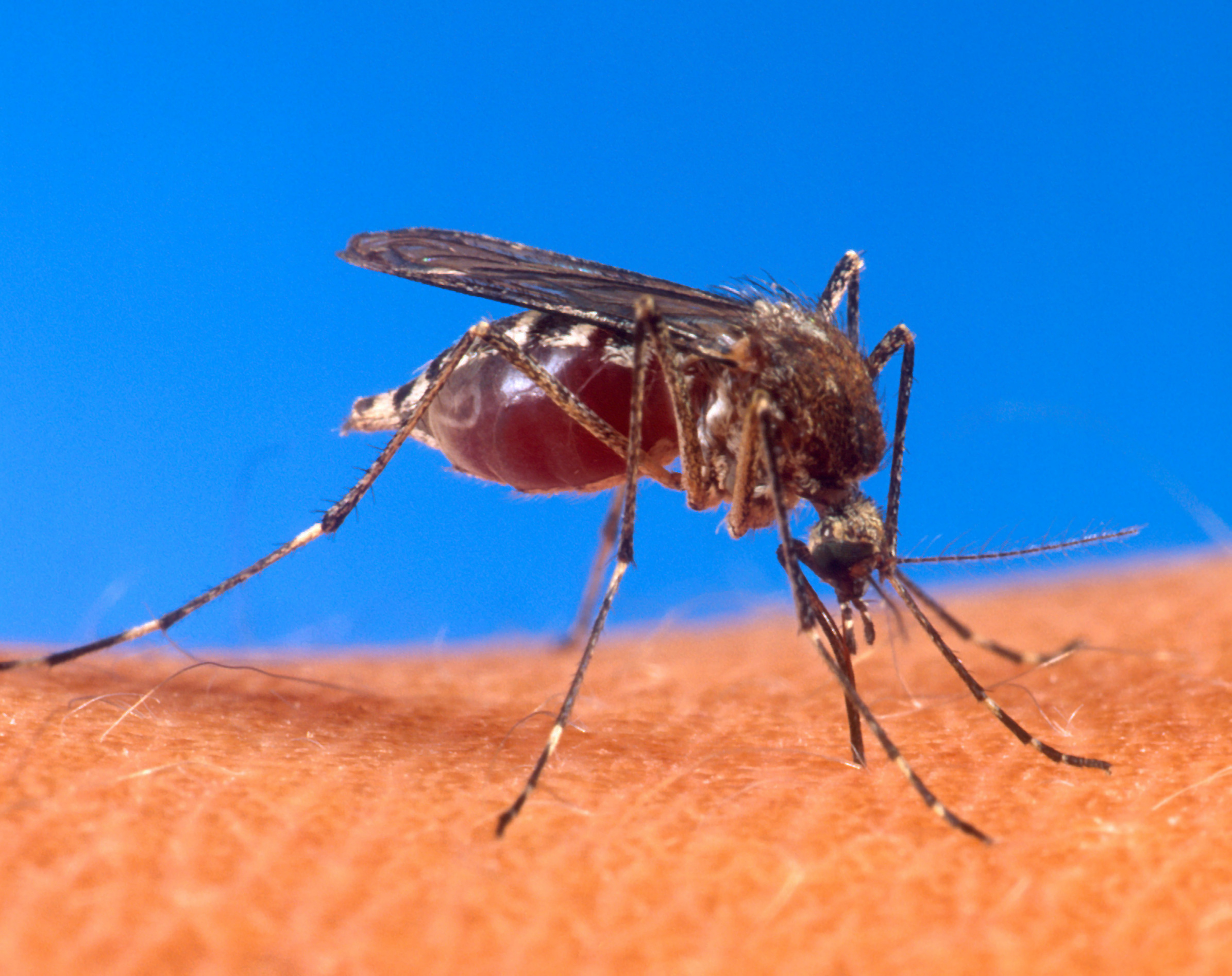
Un moustique piquant un humain

Selon la théorie des anticorps facilitants, la recherche vaccinale est rendue plus difficile par la nécessité d'un vaccin immunisant de façon durable et simultanée contre les 4 sérotypes du virus. Une demi-douzaine de candidats-vaccins sont en cours[Quand ?] d'étude. 
En mai 2024, deux vaccins, tous deux vivants atténués tétravalents, sont homologués : le Dengavaxia de Sanofi et le Qdenga de Takeda.

### Dengvaxiade Sanofi
Le candidat vaccin le plus avancé a été le Dengvaxia (CYD-TDV) de Sanofi Pasteur. C'est un vaccin vivant atténué tétravalent (contre les 4 sérotypes de la dengue). Il utilise des virus-chimères génétiquement modifiés, à partir de virus vaccinaux atténués 17D contre la fièvre jaune, exprimant des protéines du virus de la dengue.

#### Études préliminaires
Dengvaxia apparaît alors comme efficace contre la dengue sévère, avec une efficacité moyenne observée de 60% contre les 4 types de dengue, plus faible contre les virus DENV-1 et 2. Il est homologué en 2015, sur la base d'essais cliniques de phase 3 impliquant plus de 30 000 enfants dans dix pays d'endémie de la dengue en Asie et Amérique latine.
Son efficacité apparaît moyenne, mais avec un risque accru d'hospitalisation pour dengue dans les trois ans de suivi chez les enfants vaccinés les plus jeunes. Le vaccin a donc été indiqué pour les sujets âgés de 9 à 45 ans, dans une quinzaine de pays dont le Mexique, le Brésil, et en secteur public aux Philippines.

#### Résultats de terrain
Au cours des campagnes de vaccination à grande échelle, un risque accru d'hospitalisation pour dengue dans les cinq ans de suivi est apparu, y compris pour les sujets vaccinés âgés de plus de 9 ans. Il s'est avéré que ce risque était lié non pas à l'âge, mais au statut sérologique du vacciné.
Chez les sujets séropositifs (à au moins un sérotype), la vaccination était bénéfique contre une deuxième infection à un autre sérotype (incidence de 1 dengue sévère sur 1000, contre 4,8 pour les non-vaccinés). Alors que chez les sujets séronégatifs, la vaccination était un préjudice (4 pour mille contre 1,7 pour les non-vaccinés).
L'hypothèse retenue est que la vaccination agit chez les séronégatifs comme une première infection et l'infection naturelle suivante comme une deuxième infection (plus à risque de dengue sévère). Chez les séropositifs, la vaccination agit comme une deuxième infection atténuée, protectrice contre les infections ultérieures.
La médiatisation de ces données a déclenché une crise sanitaire aux Philippines où 10 % des écoliers (soit près de 80 000) sont estimés avoir été vaccinés séronégatifs en 2016-2017, avec un risque accru de présenter une dengue sévère. En décembre 2017, après la mort de plusieurs enfants, le gouvernement philippin suspend sa campagne de vaccination, ainsi que la vente du vaccin,.
En 2018, l'OMS révise sa position en suggérant, lors d'introduction de ce vaccin dans un pays, des études de séroprévalence et d'incidence annuelle de la dengue à l'échelle nationale, ou un test de dépistage (statut sérologique) au niveau individuel. L'arbitrage du bénéfice/préjudice et la prise de décision sont placés sous responsabilité nationale. L'OMS déconseille l'utilisation de ce vaccin comme outil de réponse à une flambée épidémique. Selon l'OMS, « La mise au point de vaccins sûrs, efficaces et abordables contre la dengue, indépendamment du statut sérologique, reste une priorité de premier plan. ».
En 2018 et 2019, La Haute Autorité de Santé rend deux avis défavorables sur l'utilisation du vaccin Dengvaxia dans la stratégie de lutte contre la dengue dans les départements français d'outre-mer.
En mars 2019 le gouvernement philippin inculpe six responsables de Sanofi.
En 2023, de nouvelles analyses indiquent que le vaccin est très efficace contre la dengue symptomatique, pour réduire les hospitalisations pour dengue, et contre la dengue sévère des enfants de 6-8 ans séropositifs avant la vaccination. De nouvelles recommandations ont été émises par l'OMS et l'Agence européenne des médicaments. Cependant, en raison de la nécessité d’un dépistage prévaccinal, l’utilisation du Dengavxia dans les programmes nationaux de vaccination reste très limitée.

### Qdengade Takeda
Le Qdenga de Takeda (TAK-003) est un vaccin vivant atténué recombinant basé sur une souche de DENV2 dont des gènes ont été remplacés par ceux des souches sauvages  DENV1, DENV3 et DENV4.
Son utilisation repose sur un schéma vaccinal à 2 doses administrées par voie sous-cutanée, avec un intervalle de 3 mois entre les doses. Ce vaccin est homologué pour une utilisation chez les plus de 4 ans par l’Agence européenne des médicaments et la Medicines and Healthcare products Regulatory Agency du Royaume-Uni ; en Indonésie, il est homologué pour les personnes âgées de 6 à 65 ans. L'indication de la tranche d’âge varie d’un pays à l’autre.
Son efficacité est de l'ordre de 80 % à un an de la première dose, et de 60 % après 4 à 5 ans. Le vaccin ne prévient pas tous les cas de dengue, en étant moins efficace sur les sérotypes DENV3 et DENV4. 
L'OMS considère que le vaccin TAK-003 n'est qu'un élément d'une stratégie intégrée contre la dengue. La lutte antivectorielle doit rester fondamentale, d'autant plus que les moustiques qui transmettent la dengue sont aussi ceux qui transmettent la fièvre jaune, le chikungunya et le zika. Compte tenu du profil efficacité-risque insuffisamment évalué en 2024, le vaccin n'est pas recommandé dans les zones à transmission faible à modérée. 
L'OMS recommande son utilisation chez les enfants de 6 à 16 ans dans les pays où la transmission de la dengue sévère est élevée, posant un problème de santé publique. Par exemple dans les zones où la séroprévalence de la dengue est supérieure à 60 % chez les enfants de 9 ans, et l'âge moyen du pic d'hospitalisations pour dengue inférieure à 16 ans.
Les avantages du vaccin sont moindres pour les voyageurs séronégatifs (qui n'ont jamais été infectés par le virus de la dengue), mais il peut être utile pour les voyageurs séropositifs (déjà infectés par la dengue, au cours de voyages précédents) et qui se rendent de nouveau en pays d'endémie.
Le vaccin est contre-indiqué pour les femmes enceintes, allaitantes et les personnes immunodéprimées, faute de données les concernant.